# Cedrus atlantica
Cedrus atlantica, cedro del Atlas, cedro plateado o cedro atlántico es una especie arbórea perteneciente a la familia de las pináceas.

## Distribución y hábitat
Es originario de las montañas del Atlas de Argelia (Tell Atlas) y de Marruecos (en el  Rif y el Atlas Medio, y localmente en el Alto Atlas).
A veces algunos autores lo consideran una variedad o subespecie del cedro del Líbano Cedrus libani  var. atlantica (Endl.) Hook.f. o Cedrus libani subsp. atlantica (Endl.) Batt. & Trab., o también una especie distinta, Cedrus atlantica (Endl.) Manetti ex Carrière. Dependiendo de la  autoridad en Botánica a que se recurra, se encuentra en los tratados botánicos y florísticos una u otra designación, mientras que el tratamiento como especie diferente se encuentra  muy extendido en la horticultura popular, e incluso en algunos trabajos botánicos. La discrepancia en el tratamiento deriva en gran parte de la base genética muy estrecha de árboles cultivados, que  taxonómicamente produce una impresión falsa de distinción, no confirmada cuando se examina la gama de variación más amplia encontrada en árboles silvestres.

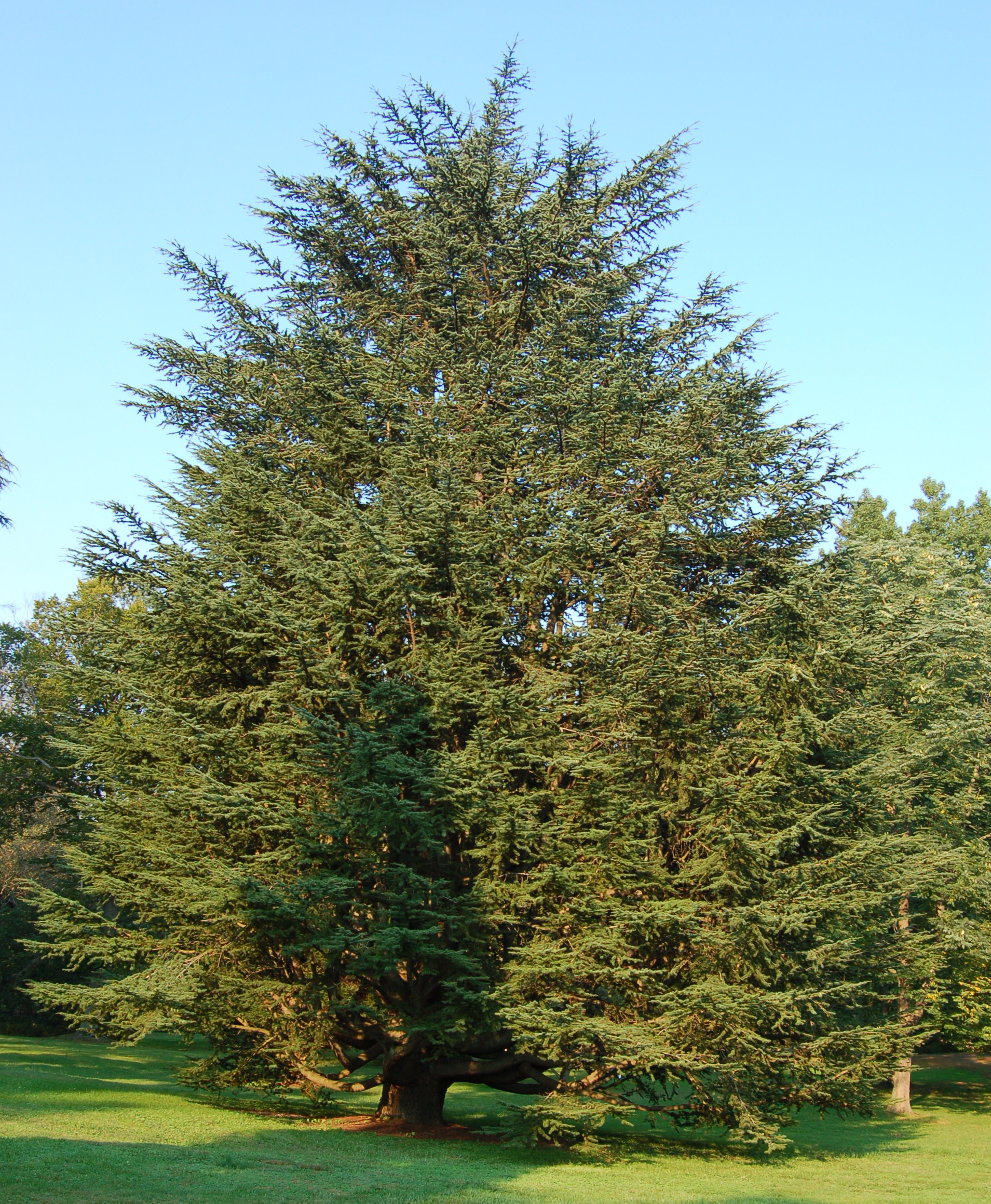
Cedros del "Arboreto Tyler"

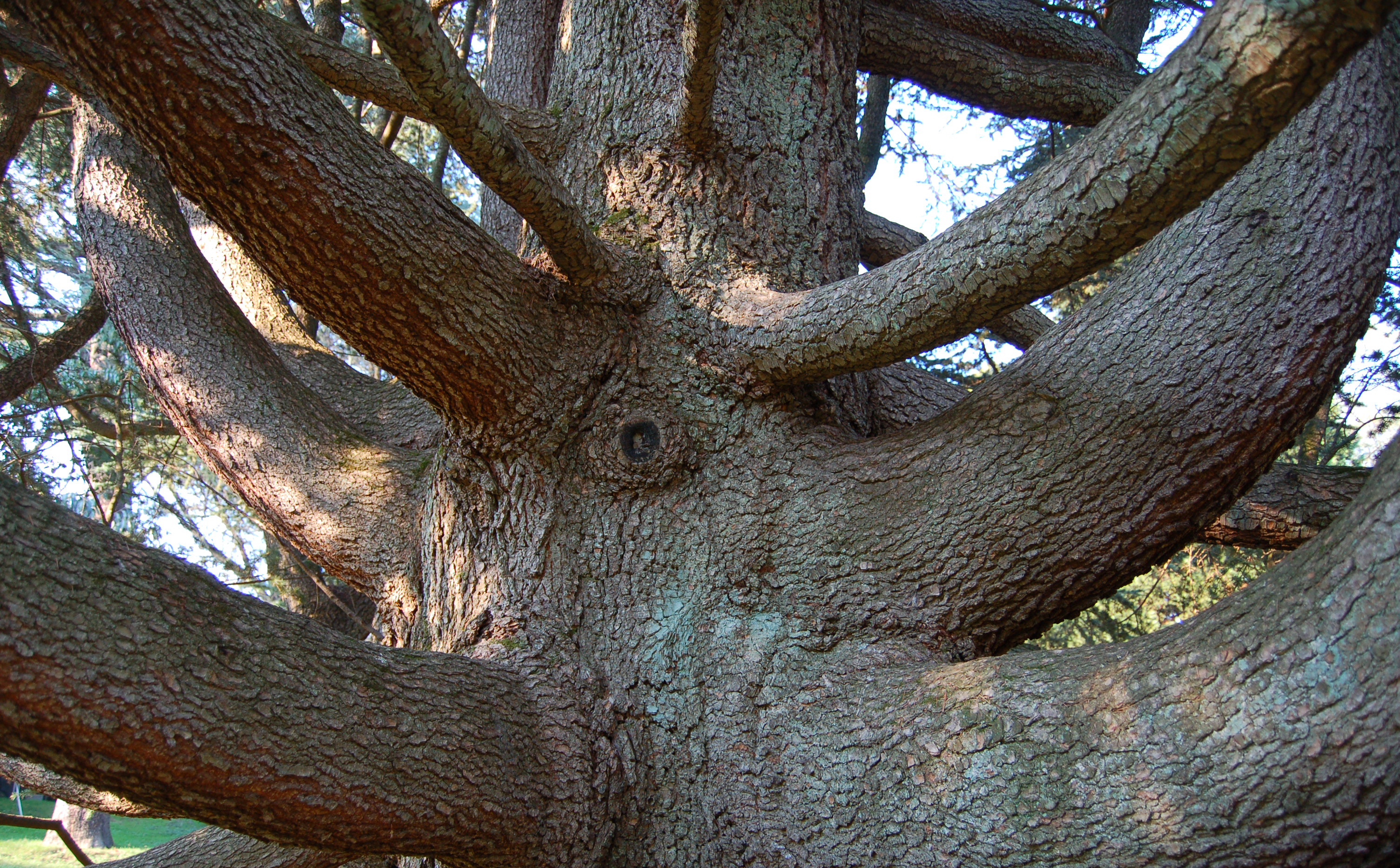
Tronco

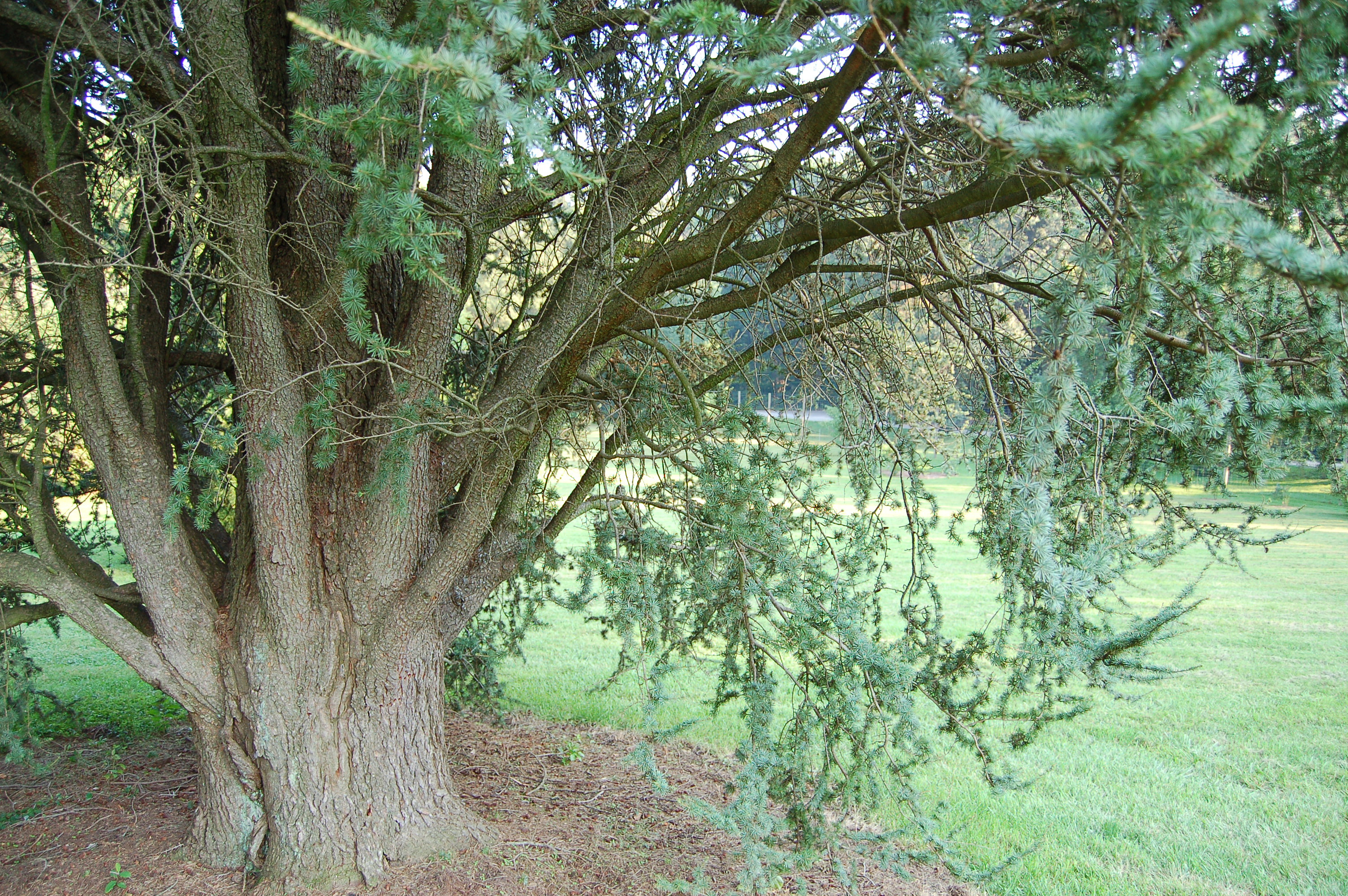
Un espécimen del grupo Glauca

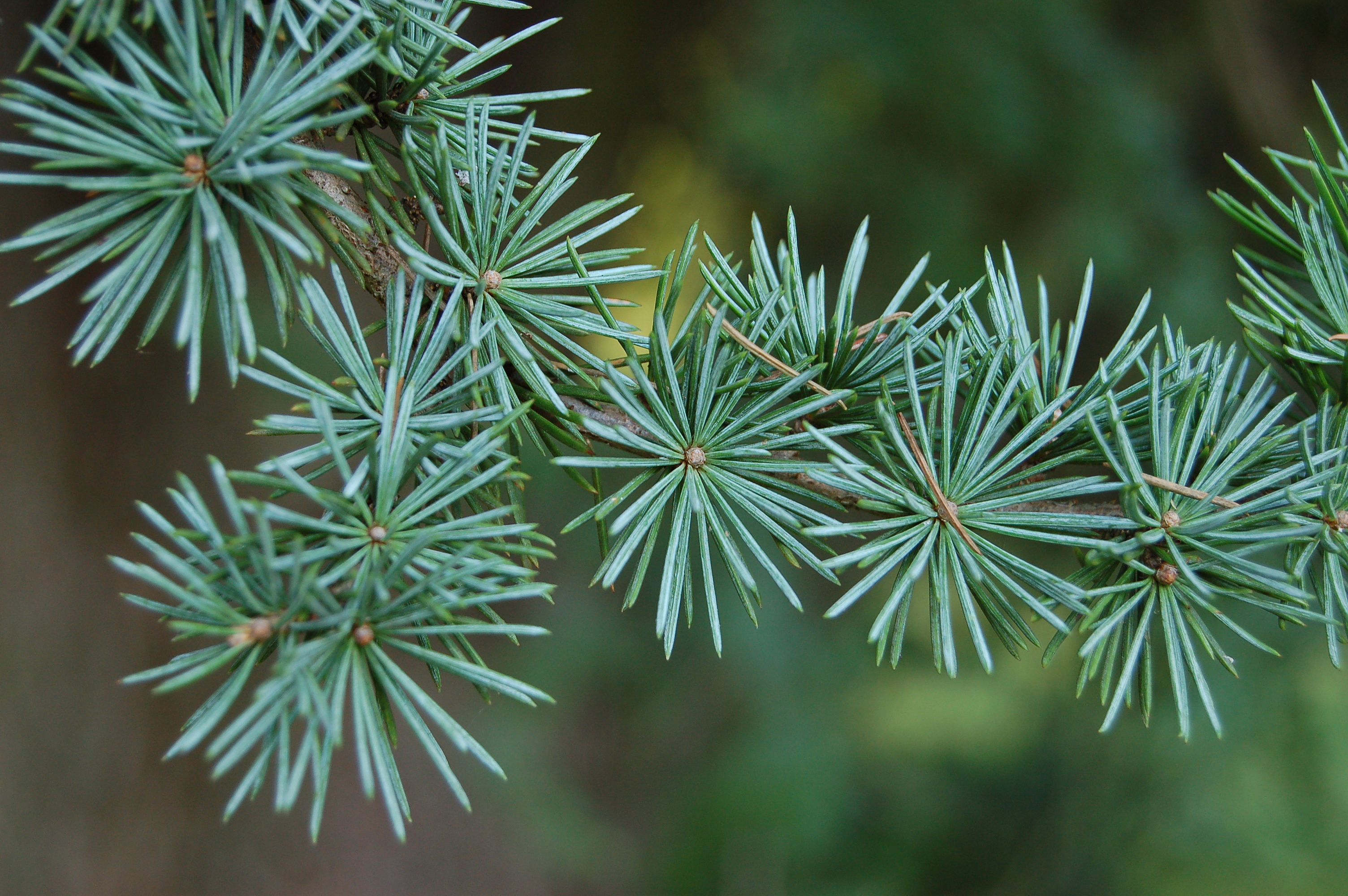
Punteros de un cedro del grupo Glauca

## Morfología

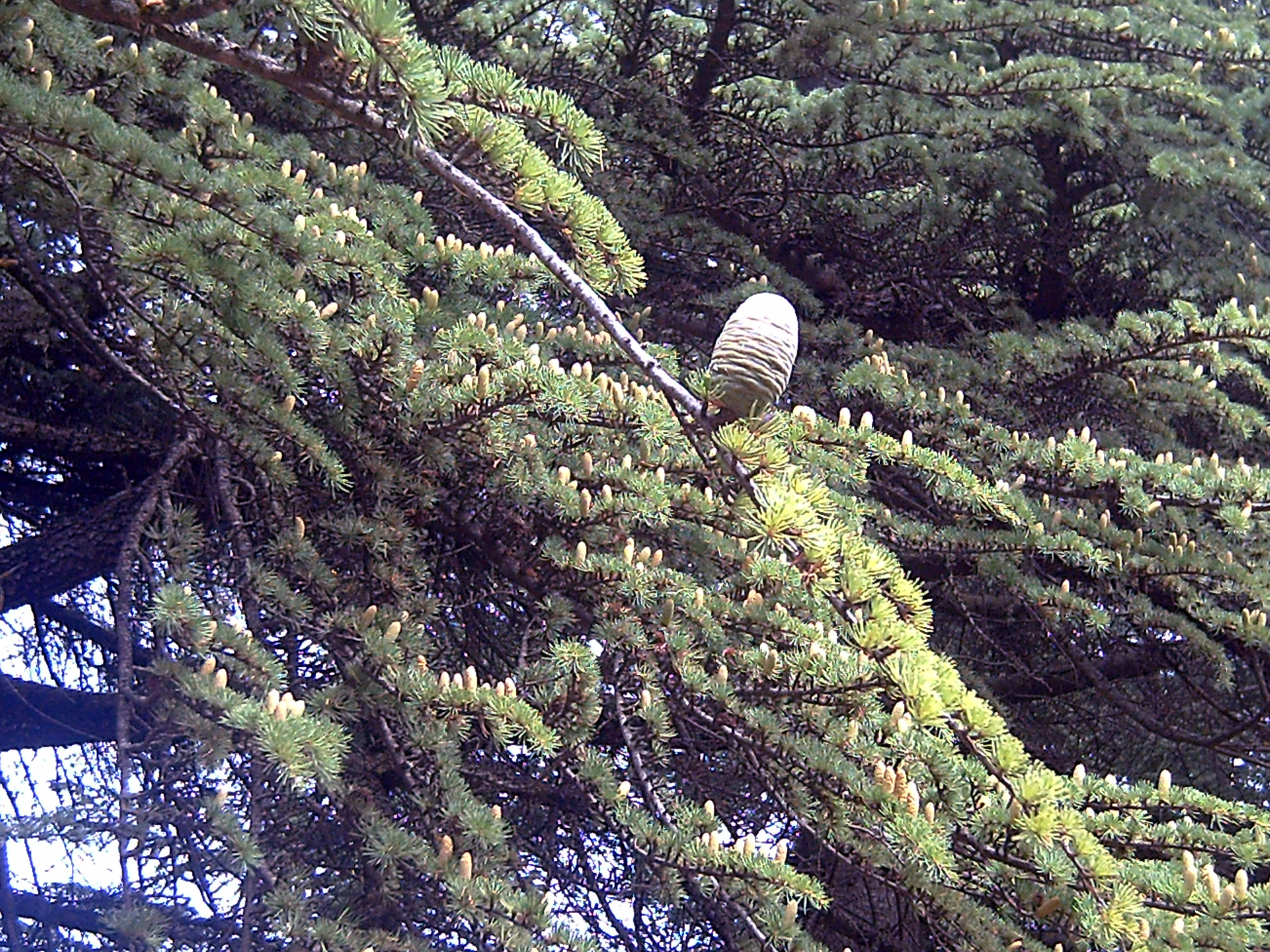
Follaje y cono femenino.

Es un árbol de tamaño mediano a grande, de 30 a 35 m (raramente alcanza los 40 m) de altura, con un diámetro de tronco de 1.5 a 2 m. Es similar en todos los caracteres a las otras variedades de cedro de Líbano. Las diferencias son difícilmente discernibles. El tamaño del cono macho tiende a ser algo más pequeño (aunque esté registrado que alcanza hasta 12 cm, solo raramente llegan a los 9 cm de largo, comparado con los hasta 10 cm en las variedades brevifolia, y 12 cm en las vars. stenocoma y libani); sin embargo, en determinadas condiciones todos puede ser de tan solo 6 cm). Con respecto a la longitud de la hoja (de 10 a 25 milímetros), es similar a las variedades stenocoma, de mayor longitud que la media en las variedades brevifolia y más corta que en las variedades libani, pero siempre en condiciones determinadas. Además, muchos (pero no la mayoría) de los árboles cultivados presentan follaje (azulado) glauco, las hojas son más suaves y pueden hallarse en mayor número en cada espiral. Los árboles jóvenes en cultivo poseen a menudo ramas más erguidas que muchas variedades cultivadas libani.

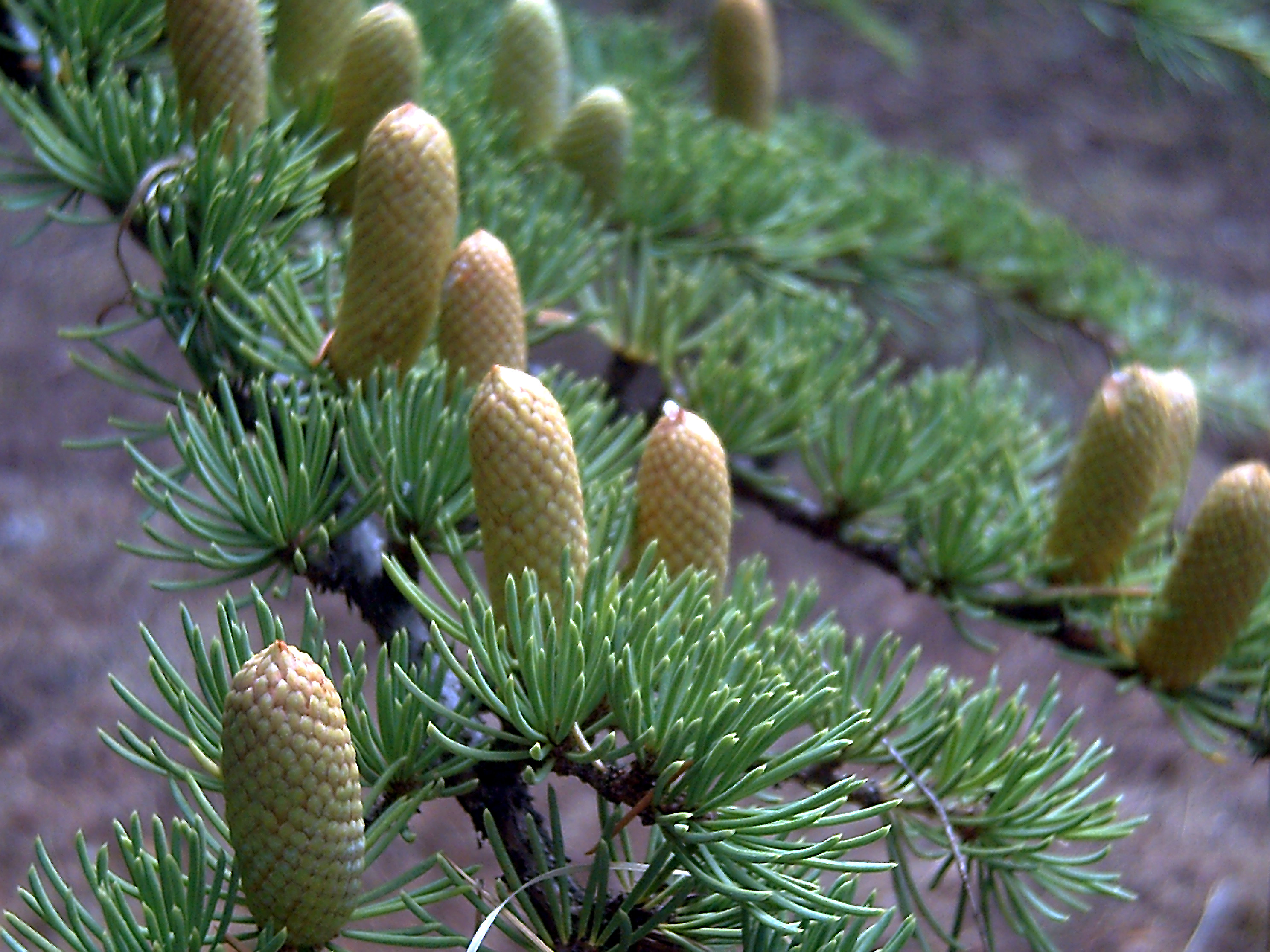
Conos polínicos aún inmaduros antes de la dispersión del polen, en el Arboretum La Alfaguara

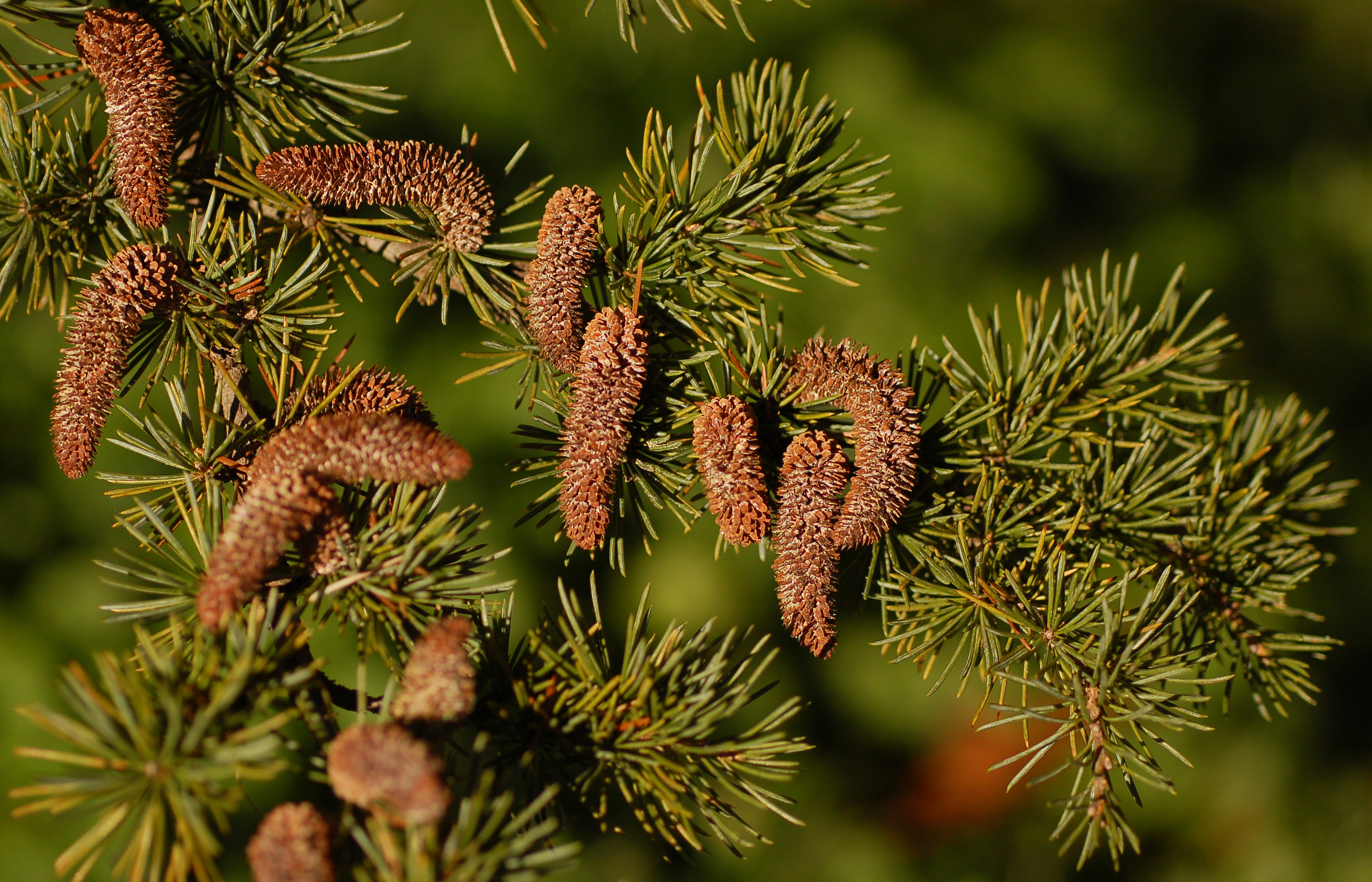
Grupos de conos polínicos después de la dispersión del polen

## Ecología
El cedro del Atlas forma bosques en las laderas de las montañas entre 1370 a 2200 m s. n. m.; a menudo en bosques puros, o mezclados con abetos argelinos, enebros, encinas y arces. Estos bosques pueden suministrar hábitat al macaco de berbería (Macaca sylvanus), especie en peligro de extinción, un primate que tenía distribución mucho más amplia en la prehistoria en Marruecos y el norte de Argelia.

## Cultivo y usos
Es común su cultivo en climas templados. En los diseños de jardines son utilizadas más frecuentemente las formas glaucas que se plantan como árbol ornamental. Estas formas se pueden distinguir como un grupo cultivar, el "Grupo Glauca". Cedrus atlantica f. glauca, el cedro azul del Atlas es una variedad con hojas más azuladas todavía. En los cultivos se presentan también formas fastigiadas, péndulas, y de hoja dorada. Otra razón para su cultivo es por su mayor tolerancia a las condiciones secas y calientes que la mayoría del resto de coníferas. 
En el sur de Francia se han efectuado plantaciones de cedros, principalmente con Cedrus libani var. atlantica, con destino a la producción maderera.
Un cedro del Atlas se encuentra en el prado sur de los jardines de la Casa Blanca en Washington D. C. El presidente Carter ordenó que se construyera para su hija Amy una casa de juegos en el cedro. La estructura de madera fue diseñada por el propio presidente, y está autosustentada de tal modo que no cause daño al árbol.

## Taxonomía
Cedrus atlantica fue descrita por (Endl.) Manetti ex Carrière y publicado en Traité Général des Conifères 2: 374. 1867.
Etimología
Cedrus: nombre clásico del cedro.
atlantica: epíteto geográfico que alude a su localización cerca del Océano Atlántico.  
Sinonimia
- Abies atlantica (Endl.) Lindl. & Gordon
- Cedrus africana Gordon ex Knight
- Cedrus argentea Carrière
- Cedrus libani subsp. atlantica (Endl.) Batt. & Trab.
- Cedrus libani var. atlantica (Endl.) Hook.f.
- Cedrus libani var. glauca Carrière
- Cedrus libani f. glauca (Carrière) Beissn.
- Cedrus libani f. glauca (Carrière) Geerinck
- Cedrus libanitica subsp. atlantica (Endl.) O.Schwarz
- Pinus atlantica Endl.[16]

## Nombre común
- Castellano: cedro (4), cedro azul, cedro del Atlas (6), pino de Marruecos.[17]